# Ricardo Alegría
Ricardo E. Alegría (14. dubna 1921, San Juan, Portoriko – 7. června 2011 tamtéž) byl portorický archeolog, antropolog a spisovatel.

## Životopis
Alegría byl synem právníka a politika Josého S. Alegrie, který byl v letech 1927 až 1928 prezidentem Partido Nacionalista. Ricardo studoval antropologii, archeologii a muzeologii na University of Chicago a během studií se účastnil vykopávek a žil u kmenů severoamerických indiánů. Poté pracoval u Smithsonian Institution a v Brooklynském muzeu. S finanční podporou Guggenheimovy nadace získal doktorát na Harvard University s dizertační prací o hře pelota.
Po návratu do Portorika vedl vykopávky a v roce 1948 odkryly pozůstatky prvotního osídlení oblasti.
V roce 1955 založil Instituto de Cultura Puertorriqueña a až do roku 1973 ho vedl.
Za mnohaleté úsilí o ochranu portorické kultury mu Bill Clinton v roce 1993 předal cenu Charlese Frankela. Obdržel také Louse du Pont Crowninshield Award od National Trust for Historic Preservation.

## Dílo
- Cacicazgo entre los aborígenes de las Indias Occidentales (1947)
- La población aborigen antillana y su relación con otras áreas de América (1948)
- Historia de nuestros indios (1950)
- La Fiesta de Santiago Apóstol en Loíza Aldea (1954)
- Cuentos folclóricos de Puerto Rico (1967)
- Descubrimiento, conquista y colonización de Puerto Rico, 1493-1599 (1969)